# پتروویتسه (ناحیه وستی ناد لابم)
پتروویتسه (به چکی: Petrovice) یک منطقهٔ مسکونی در جمهوری چک است که در Ústí nad Labem District واقع شده‌است. پتروویتسه ۵۲٫۳۳ کیلومتر مربع مساحت و ۷۸۴ نفر جمعیت دارد و ۵۳۰ متر بالاتر از سطح دریا واقع شده‌است.